# Bitwa pod Martynowem
Bitwa pod Martynowem miała miejsce 20 czerwca 1624.

## Geneza
W XVI i XVII wieku, gdy Chanat Krymski oddziaływał jeszcze silnie na ludy ościenne, tylko nielicznym udawała się sztuka skutecznego przeciwstawienia Tatarom, do nich należeli m.in. Polacy. Pokonanie Tatarów w otwartym boju nie było trudne, ale problem rodził się już przed nią i polegał na nawiązaniu z nimi walki. I właśnie ta sztuka wyróżniała ówczesną polską armię na tle armii całej Europy (należy przy tym dodać, że Tatarzy byli najbardziej niebezpieczni właśnie podczas ucieczki, kiedy to w pełnym pędzie potrafili wypuszczać za siebie chmurę strzał, zadając ścigającym wojskom poważne straty). Celem Tatarów było jedynie zdobycie łupu (kosztowności, cenny sprzęt, sukno, jasyr), co czyniło z nich typowych piratów, tyle że lądowych. Celem wojsk napadniętego kraju było niedopuszczenie, by Tatarzy opuścili kraj ze zdobytym łupem. Tatarzy bez łupu ze względu na swą szybkość byli praktycznie nieosiągalni. Jedynie gdy wracali z łupem, udawało się ich dopaść i pobić. Ale nawet ta sztuka nie zawsze się udawała – Tatarzy ze względu na swój proceder sztukę wszelakich fortelów doprowadzili do perfekcji.
Bitwa pod Martynowem to przykład bitwy, w której armii polskiej dowodzonej przez wielkiego wodza, przyszłego pogromcę samego Gustawa Adolfa, ówczesnego hetmana polnego koronnego Stanisława Koniecpolskiego udało się dokonać niełatwej sztuki zmuszenia do walki i pobicia wracającej z łupem armii tatarskiej Kantymira Murzy. Osobnym rozdziałem tych wydarzeń, poprzedzających bitwę, był powszechny opór ludności chłopskiej w całym rejonie działania Ordy, który zmusił Tatarów do znacznie wcześniejszego odwrotu.

## Najazd tatarski
Dnia 5 czerwca 1624 murza Kantymir na czele Nogajów wpadł od strony Wołoszczyzny na Pokucie w pobliżu Śniatynia. Armia tatarska zamiast jak zwykle od razu rozlać się po kraju, a tego właśnie spodziewały się polskie chorągwie rozrzucone na Pokuciu, w zwartej grupie ruszyła w głąb Polski, uprzedzając hetmana polnego koronnego Koniecpolskiego i przeprawiając się 9 czerwca pod Martynowem przez Dniestr. Następnie Tatarzy dotarli aż pod Medykę koło Przemyśla, gdzie 10 czerwca założony został kosz tatarski.
Stąd Tatarzy przeszli szybko przez Ruś Czerwoną i dotarli na zachodzie do Dunajca i Wisły w rejonie Sandomierza, zaś na północy do ziemi bełskiej, chełmskiej i województwa lubelskiego. W tymże roku Tatarzy pod wodzą Kantymira splądrowali całą środkową Małopolskę aż pod Sędziszów i Krosno. W Urzejowicach, Gniewczynie, Sieteszy, Gaci, Markowej, Kosinie spalono kościoły i wsie, a ludność w dużej liczbie zabrano w jasyr.
Mający w tym czasie przy sobie tylko 1500 żołnierzy hetman polny koronny Stanisław Koniecpolski postanowił zebrać więcej sił i przygotować zasadzkę na wracających z łupem Tatarów na brodzie pod Martynowem.

## Powrót Tatarów
Wkrótce zaniepokojeni coraz bardziej zaciętym oporem chłopów Tatarzy zawrócili. Gdy 13 czerwca wysłany z podjazdem rotmistrz Odrzywolski doniósł, że Tatarzy szykują się do powrotu, Koniecpolski postanowił przeprawić się na południowy brzeg Dniestru, by urządzić zasadzkę. Chłopom w tym czasie nakazano stworzyć zasieki na pozostałych możliwych trasach. Po przybyciu dalszych wojsk, zarówno prywatnych, jak i kwarcianych, siły hetmana urosły do 5000 żołnierzy (4650 jazdy i 350 piechoty) i kilku działek. Do działań w polu przeznaczono tylko 12 lekkich chorągwi kwarcianych i prywatnych pod dowództwem Tomasza Zamoyskiego. Reszta wojska, w tym nawet husaria, miała stanowić załogę taboru. W szeregach armii Koniecpolskiego znaleźli się tak znakomici żołnierze jak Stefan Chmielecki, Jan Odrzywolski, Samuel Łaszcz, Paweł Czarniecki i jego słynny brat Stefan Czarniecki. Dnia 19 czerwca Tatarzy (10000 żołnierzy) zbliżyli się do Martynowa. Wódz tatarski odkrył jednak zasadzkę, i to pomimo tego, że Koniecpolski celowo tak ścieśnił tabor, by zachęcić Ordę do ataku na słabego rzekomo przeciwnika. Hetman obawiał się, by Kantymir nie osłonił się komunikiem i nie pociągnął z koszem i łupami na kolejną przeprawę pod Haliczem, dzięki czemu mógłby ujść polskim wojskom. Gdy Koniecpolski dostrzegł, że Tatarzy zauważyli zasadzkę, postanowił wrócić na północny brzeg i osłaniać przeprawę pod Haliczem (15 km w linii prostej od Martynowa).

## Bitwa
W nocy z 19 czerwca na 20 czerwca tabor polski dyskretnie przeprawił się przez Dniestr i ruszył na Halicz. W odpowiedzi Kantymir rozdzielił swe wojska – część rzucił na hetmana, a kosz przeprawił pod Martynowem. Około godziny 3 w nocy 20 czerwca zaczęły się walki straży na drodze do Halicza. W tym czasie tabor polski cofał się, będąc 11 km od Martynowa. Hetman postanowił ruszyć do kontrnatarcia. Tabor ustawiono w osiem rzędów, frontem do Dniestru. Między wozami ustawiono jazdę. Walczący z Tatarami pancerni ze straży przedniej mieli wciągnąć siły Kantymira pomiędzy tabor a Dniestr. Wówczas Polacy uderzając na skrzydło Tatarów mieli zepchnąć ich na bagna będące u ujścia rzeki Łomnicy do Dniestru. Kantymir jednak nie zamierzał przeprawiać się pod Haliczem, ale zwodził wojska koronne, by dać czas koszowi, by ten odszedł jak najdalej. Gdy Kantymir zaczął się cofać do Martynowa, Stanisław Koniecpolski zmuszony został do opuszczenia dogodnej pozycji.
Gdy wozy schodziły ze wzgórz, Tatarzy znienacka zaatakowali. By osłonić tabor, do boju ruszyły chorągwie pancerne. Walka wręcz trwała godzinę, do momentu, gdy Tatarzy rozpoczęli powolny odwrót. Gdy idący za nimi tabor wyszedł na równinę, hetman nakazał generalny atak. Wozy taborowe zaczęły wychodzić zza obu skrzydeł drugiego rzutu polskiego, a wtedy walczący z Tatarami pancerni nagle odskoczyli do tyłu, chcąc sprowokować ich do ataku, jednak Tatarzy nie dali się nabrać. Tabor był jednak w tym czasie na tyle blisko, że równoczesna salwa działek i rusznic taborowych oraz pistoletów jazdy polskiej dosięgła Tatarów, wywołując u nich panikę.
W pogoń za uciekającymi ruszyło 12 chorągwi pancernych, usiłując wyprzedzić Tatarów i zabiec im drogę od północy. Udało się tego dokonać pod Martynowem. Ponowna salwa z łuków i rusznic zepchnęła Tatarów do Dniestru, zadając im ciężkie straty (ze względu na wysoki brzeg wielu Tatarów musiało skakać). Dużo Tatarów przeprawiających się przez Dniestr wystrzelano z łuków i broni palnej. Znaczna część z nich potonęła. Ranny został wódz armii tatarskiej Kantymir. Pancerni przeprawili się na drugi brzeg i utworzyli przyczółek. Gdy Kantymir ochłonął, ruszył do kontrnatarcia, chcąc wyprzeć polską jazdę na drugi brzeg, jednak powstrzymany został ogniem pistoletów. Koniecpolski zostawił tabor i ruszył z całą jazdą na drugi brzeg.

## Ucieczka Tatarów

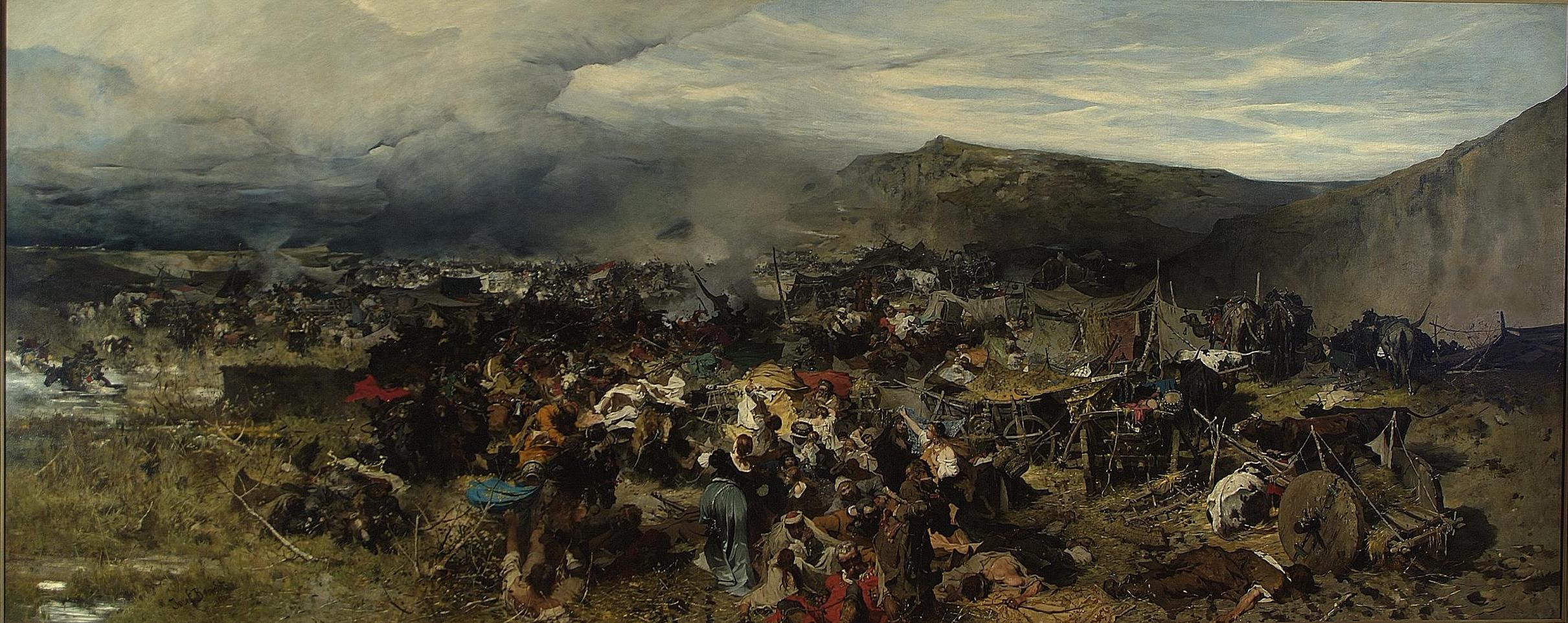
Józef Brandt: Odbicie jasyru (1878)

Tatarzy rzucili się do ucieczki. W pogoń za koszem ruszył z 1000 pancernych Stefan Chmielecki. Wojska koszowe przyspieszyły marsz, wycinając stawiających opór mężczyzn i porzucając uprowadzone dzieci. Mimo to po 7 km pogoni zostały dopędzone. Pojmanych w jasyr ludzi oraz bydło odbito bez wielkiego trudu. Cenniejszych jeńców uprowadzonych na koniach uwolniono częściowo na przeprawie przez Bystrzycę, pod Jezupolem.
Dopiero 21 czerwca pod Chocimierzem (90 km od Martynowa), po rozbiciu ostatniej grupy Tatarów, Chmielecki wstrzymał pościg z powodu zapadłych ciemności. Cały szlak pogoni zawalony został sprzętem domowym i kościelnym. Dalszy pościg prowadzili jeszcze służący w wojskach koronnych Czerkiesi. Natomiast rozproszonych po lasach Tatarów wymordowali chłopi. Mimo wszystko kilkuset z nich uszło wraz z Kantymirem na Budziak, uprowadziwszy nawet garść szlachty dla okupu.
Zwycięstwo pod Martynowem zapoczątkowało nowy okres w dziejach wojen polsko-tatarskich. Łupiąca bezkarnie przez długie lata Orda została rozbita i poniosła ogromne straty.